# 血の中傷
血の中傷（ちのちゅうしょう、英語: Blood libel, Blood accusation、ヘブライ語：עלילת דם)とは、ユダヤ教徒がキリスト教徒の子どもを拉致誘拐し、その生き血を祝祭の儀式のために用いているとする告発、非難であり、儀式殺人ともいう。
井戸に毒を流すこと（Well poisoning）や聖体冒涜（host desecration）などと並んで反ユダヤ主義の歴史において主要な題目となり、ユダヤ人に対する迫害、追放、虐殺の口実となった。典型的な血の中傷においては、キリスト教徒の血は、過越祭で食べられる酵母の入っていないパン「マッツァー」に使われるとされる。中世ヨーロッパにおいては何千の噂を除く150例の儀式殺人事件でユダヤ人が逮捕され処刑された。
なお、「血の中傷」が有害で誤った告発を意味することもあるが、この使用法についてユダヤ人グループから抗議がなされている

## 名称の由来
過越しのパン（マッツァー）の中にキリスト教徒の子供の血を混ぜるという噂が、「血の中傷」という言葉のそもそもの由来である。だが、この噂が広範囲に流布されるに及んでユダヤ人に対する中傷一般を指す概念として用いられるようになった。血の中傷はユダヤ人差別の象徴として、彼らに対する憎悪を一層掻き立てる機能を果たした。特に過越祭の期間にその機運が高まったが、それは過越祭そのものが他の祭に比べて民族主義色が濃く、ユダヤ教の起源、習慣、信仰といったアイデンティティをより具体的に表現していたことも関係している。
ユダヤ教には殺人についての厳格な禁止事項があった。また古来より、肉食には細心の注意を払っており、タルムードでは人肉食についての警告を発してもいる。にもかかわらず、ユダヤ教徒は特別な儀式において祭具に滴らせるキリスト教徒の血を必要とし、そのために密かにキリスト教徒の子供たちを殺害し、その遺体から血を絞り出しているといった噂が公然と囁かれていた。
ユダヤ人によるキリスト教徒殺害という観念はイエスの受難を連想させ、その再現とさえ見なされていた。その種の噂は以前からあり、単純にキリスト教徒に対するユダヤ教徒の復讐であると説明されていたが、その後、反ユダヤ主義者にとって都合の良い別の説が定着するようになる。それが上述の、過越のパンにキリスト教徒の子供の血を混ぜるというものであった。さらには、過越の晩餐に供されるワインにも血が注がれているといったと尾ひれが付くようになり、年を追う毎に、過越し祭が繰り返される度に話が膨らんでいった。
血の中傷にまつわる流言は、中世以降の800年間におよそ200のバリエーションが数えられているが、そのいずれもが核心部分にはほとんど手が付けられていなかった。よって、世代を通じて固定観念が形成されるようになり、血の中傷についてのおおよそのストーリーが完成するに至った。それによると、
- 過越祭の数日前になると突然、キリスト教徒の子供が行方不明になる。
- 祭が終わった頃になると子供の遺体がユダヤ人の家の近辺で発見される。
- その遺体には血を抜き取られた形跡がある。

つまり亡くなった子供はユダヤ人の過越しの生贄として犠牲になったという話の流れである。
当時のキリスト教徒は、自分たちのことをユダヤ人よりも啓蒙され、より文明的であると考えていた。よって、キリスト教社会では穢れた職業として禁忌されていた金融業にユダヤ人が携わっているのならば、儀式においても人肉を食したり血をすすったりするような野蛮な信仰、習慣を保持しているに違いないと当然視していた。
血の中傷は、当初はイギリスとフランス国内でのみ、まことしやかに囁かれていたが、この両国を中心に各国へと伝えられ、やがてはヨーロッパ全土を席巻するに至った。

## 歴史
血の中傷の起源は古代にまで遡ることができる。それがキリスト教社会固有の潮流としてヨーロッパ地方の各地で爆発的に拡散したのは中世末期のことである。

### 古代
フラウィウス・ヨセフス（ヨセフ・ベン・マタティアフ）は『アピオーンへの反論』でのユダヤ人を擁護する記述の中で、反ユダヤ主義信奉者がユダヤ人の誹謗中傷をヘレニズム世界の各地に蔓延らせていたと述べている。ヨセフスが紹介した中傷は次のような話であった。
アンティオコス4世エピファネスがエルサレムの第二神殿の中に入った際、収監されていた一人のギリシア人男性の姿を見付け、彼が何者で、そこで何をしているのかを尋ねた。するとその男は、ユダヤ地方を訪問中に捕らえられて囚人として神殿に連行されたのだが、そこで食料をたらふく食べさせられていると答える。アンティオコスはさらに質問し、その言葉の意味を質したところ、彼は答えた。「ユダヤ人の律法では、国外から訪れるギリシア人を捕らえて丸1年かけて十分に太らせた後、生贄として神に捧げ、その肉を食べながら全ギリシア人を呪い殺すべく誓いを立てるよう定められている」と。
ヨセフスがユダヤ人に対する中傷への反証のために持ち出したこの屈辱的な逸話は、自らもユダヤ人であったヨセフスがあえて書物に記録したことにより、ヘレニズム期からローマ時代にかけて、この種のデマが流布していたことの信憑性を高めている。

### 中世
十字軍の時代には、イギリス、ドイツ、フランスなどでユダヤ人による儀式殺人（meurtre rituel）が告発された。

#### イギリス

##### ノリッチのウィリアム：最初の血の中傷

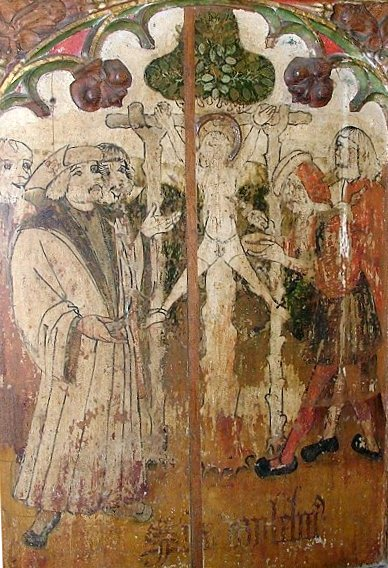
ユダヤ人に儀式殺人で殺害されたといわれたノリッチのウィリアムの磔刑。ノーフォークロッドンホーリー・トリニティ教会

血の中傷が最初に発生したのは、1144年、イギリス東部の町ノリッチにおいてである。ユダヤ人が儀式のために少年ウィリアムを殺したという儀式殺人を告発したケンブリッジの修道僧シーアボルドはキリスト教の洗礼を受けたばかりの改宗ユダヤ人だった。
ウィリアムという名の少年の遺体が森の中で発見された。その遺体は腐敗こそしていなかったものの、暴力が加えられた痕跡が残されていた。事件の調査に当たったトマス修道士は、聞き込みによってユダヤ人の関係を仄めかすいくつかの証言を集めた。ユダヤ人富豪の屋敷で働く家政婦によると、彼女は屋敷内でその幼児が縛られているのを目撃したという。また、キリスト教徒のひとりは、遺体を森の中へと運ぶユダヤ人の集団と遭遇したと報告した。さらには、トマスの友人のユダヤ人キリスト教改宗者も、ユダヤ人が毎年フランスのナルボンヌに集まり、その年の過越の生贄をどの町から調達するのかを協議していると告白した。当時の資料に基づいた歴史家の推論によれば、すべての証言はユダヤ人キリスト教改宗者がトマスに吹聴したものと見られている。このユダヤ人に関連して別の歴史家は、彼の偽証は当時一般的に語られていた中傷の一つになったに過ぎず、その背景ではもっと悲惨な事件が多数起きていたと述べている。ユダヤ人名士が一文無しの騎士に殺害される事件も起こった。
当地の権力者等はこの事件に一切絡んでいなかったが、彼が確立した血の中傷は作者を離れて独り歩きし、その後に誕生する何百というバリエーションのプロトタイプとして世代を通じて語り継がれた。

##### リンカン
1255年、イングランドのリンカンにて、貧困層の子供が森の中で行方不明になった。遺体は井戸の中から発見されたが、容疑者として真っ先に疑われたのはユダヤ人であった。尋問の末、彼らの中の一人が罪を自白したものの、その自白は減刑には結び付かなかった。彼は馬の尾に結び付けられて市内を引き回された挙句、その他17名のユダヤ人と共に処刑された。
それから200年後の時代の詩人ジェフリー・チョーサーは、『カンタベリー物語』の逸話「女子修道院長の話」の中で、リンカンでの血の中傷を取り上げている。

#### フランス
1171年にはフランス中部の町ブロワでも血の中傷が発生したが、いくつかの点で特殊な事例であった。遺体の発見や幼児の行方不明といった伏線がない状況で発生した。ユダヤ人とキリスト教徒の使用人がすれ違った際、加工された皮の包みをユダヤ人が落としたことが火元になったと見られている。使用人はその皮が子供の遺体から剥ぎ取られたものと疑って、すぐさま主人に報告した。その主人は以前にユダヤ人の富豪ともめた経緯があって、復讐の機会を窺っており、その報告を好機と見たのである。その他の事例とは違って、この件にはブロワの権力者も積極的に絡んでいた。それは当地におけるユダヤ人がらみの裁判を円滑に進めることを目論んでいたからである。この事件では、ユダヤ人38人がキリスト教徒の子供を誘拐して儀式殺人を行ったと告発され、焚刑に処された。ブロワにおける惨殺によって大変な衝撃を受けた同時代のユダヤ人たちは、その日を心に刻み込むためにシバンの20日を断食日に制定した。その制定は、今日ではラベィヌー・タム（ラビ・ヤアコブ・ベン・メイール）の一連の業績の一つに帰されている。また、当時行われた断食については、ゲダルヤの断食よりも大規模なものであったと伝えられている。ボン出身のラビ、エフライム・ベン・ヤアコブは自著"ספר הזכירה"（追悼の書）において、ブロワのユダヤ人の受難を次のように描写している。「女性や子供をも含めた共同体の全住民が賛美歌アレィヌーを口ずさみながら積み上げられた薪の上に載せられた。厳かな低音の声で祈りは続いたのだが、最後には悲鳴と絶叫に変わっていた。そして全員で声を合わせて『アレィヌー・レシャベァフ』と祈った後、火の中で燃え尽きた。」
1191年、ブレ=シュール=セーヌで儀式殺人で告発されたユダヤ人約100人が焚刑に処された。
1288年のフランスのトロワでの異端審問裁判にて、13名のユダヤ人が儀式に使う血を採取するために子供を殺した廉で、火刑に処せられている。

#### ドイツ
1147年、ドイツのヴュルツブルクでユダヤ人数名が儀式殺人で告発され、何名かが殺害された。
1150年、ケルンで、改宗ユダヤ人の男の子が教会で聖餅（ホスチア）を拝領すると、大急ぎで家に帰って、聖餅を土に埋めた。僧侶が穴を掘り返すと、子供の遺体を発見した。すると光が下り、子供は天に上ったという話があった。
1235年、ドイツのプルダーにて、キリスト教徒の粉引きの息子5人が森の中で惨殺されるという事件が起きた。すると瞬く間に、その町の32名のユダヤ人が復讐心から子供たちを殺したというデマが広まった。事件当時のプルダーには、神聖ローマ皇帝フリードリヒ2世（在位：1220年 - 1250年）も滞在していた。皇帝は改宗ユダヤ人による諮問委員会に儀式殺人の究明を命じた。委員会は、ユダヤ教で人間の血を儀式で使用する根拠はどこにもなく、それどころか、ユダヤ教では人間の血をなにかに使用することは禁止されているとの報告がなされた。フリードリヒは彼らの言葉を信じ、血の中傷が単なるデマであるとする勅旨を公布し、そのデマを広げた責任者たちを厳罰に処した。1236年7月、フリードリヒ2世は金印勅書でユダヤ人を「皇帝奴隷」として血の中傷から守った。神聖ローマ皇帝フリードリヒ2世は、ドイツのユダヤ人が皇帝の国庫（カイザリッへ・カンマー）に属すると宣言した最初の皇帝となった
1247年にはローマ教皇インノケンティウス4世も血の中傷の問題の対処に乗り出し、各地の大司教、及び司教宛に次のような手紙を送っている。
「権力の要職にある者たちがユダヤ人の土地を略奪するためにドイツ全土にて蛮行を働いていると彼らは抗議しているが、我々はその抗議を全面的に受け入れる。これらの蛮行に加担した者たちは、キリスト教の教義がユダヤ教の旧約聖書の上に立脚していることを忘れた愚か者である。旧約聖書にはこのように書かれている。『殺すなかれ』と。あなたたちはユダヤ人が過越祭において子供を殺してその死体を食べていると訴えているが、彼らは過越祭の期間中、死体に触れることさえも許されていないのである。あなたたちは殺人事件で容疑者が不明の場合、いつでもユダヤ人にその罪を被せている。しかも十分な捜査は行われず、目撃証言もなければ裁判も開かれず、あまつさえ抗弁や自白さえもまいまま、ただユダヤ人を迫害したいが一心に愚かな蛮行を繰り返している。ローマ教皇庁の慈悲によってユダヤ人に土地の所有権が与えられていることに不満を抱いている者は、彼らに対して監禁や尋問といった様々な虐待を加えた挙句、極刑に処している。なればこそ、敬愛すべき兄弟であるあなたたちに忠告する。初心に立ち返り、法に背かないよう自戒しなさい。また、ユダヤ人に非がある場合以外は、彼らに対するいかなる迫害をも許してはならない。」
この文面はインノケンティウス4世に続く歴代の教皇によって、繰り返し引用されていた。

#### トレントのシモン

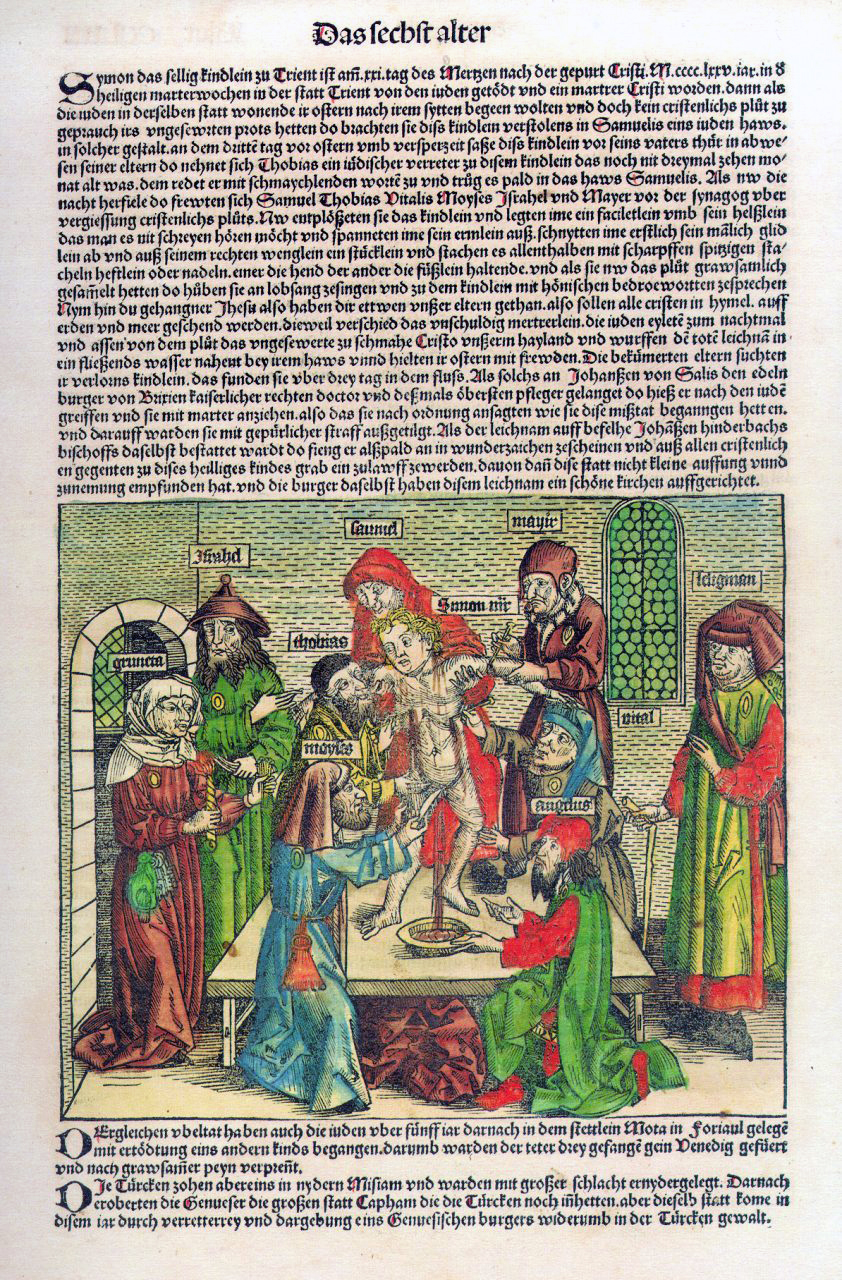
『トレントのシモンの物語』（ハルトマン・シェーデル 1493年）の挿絵

1475年、イタリアのトレントで、ユダヤ人の家の井戸の中からシモンという名の少年の遺体が発見された。おそらく、キリスト教徒の殺害者が安易に罪を逃れようとして遺体を投げ込んだものと見られる。地域のユダヤ人たちはそのように推定したものの、当局に対して立証する手立てが何もないために動揺した。
さっそく、ユダヤ人の家の中から子供の泣き声がするのを聞いたと証言するキリスト教徒が現れた。尋問は凄惨を極めたため、家族の者は事件への関与を認ざるを得ず、当局の調査内容に沿った事件の詳細を供述した。首謀者とされたユダヤ人は水磔、他の者たちは白熱したやっとこで肉を割かれた後、火刑に処せられた。この事件では13名の命が奪われ、残されたトレントのユダヤ人たちも町から追放されてしまった。
その後、ローマのユダヤ人たちの請願が通じ、教皇庁は事件の再調査を命じた。すると密告者が現れ、彼は身の危険を案じながらも、ユダヤ人に対して行われた裁判が公正な訴訟手続きを踏まないまま、尋問による自白のみを頼りに進められたことを暴露した。この調査結果を受けて教皇庁は事件の究明委員会を設置したが、最終的に採択された決議は玉虫色のものであった。つまり、インノケンティウス4世の禁止令を改めて批准する一方、トレントでの訴状手続きが適正であり、これ以上委員会が干渉する理由はないと結論付けた。
後代になると、シモンの伝記が複数執筆されたが、いずれの内容にも様々な奇跡譚がちりばめられていた。その奇跡のおかげで彼は1588年、教皇シクストゥス5世によって列聖されている。ただし、1965年になるとパウルス6世によって列聖は無効とされた。トレントの教会には現在、次のような碑文が彫られている。「かつてこの場所では、人類史上の黒い一頁として記載されている耐え難い出来事があった。」
イスラエルの歴史家でバル・イラン大学の教授アリエル・トアフは、教皇庁の依頼に応じて当件の調査にあたり、その結果を著書"פסח של דם"（血の過越）にまとめたが、同書では、シモン殺害は戒律を破ることさえも厭わないユダヤ人急進派による行為であると結論付けている。それによると、当時集められた証言を検証したところ、公判記録に残っている血と砂糖を取引していたとされるヴェネツィア出身の商人の実在が裏付けられるなど、証言には十分な信憑性があるとしている。しかし、彼の著作はイスラエルでは酷評に晒され、非科学的で査読に堪えない書物を大衆に公表したとして、学者としての姿勢もろとも糾弾された。彼に対する反論の主なものは、過去に十分検証され尽くした資料を強引に解釈する、その方法論に向けられている。また、500年以上も時を経た今日に至っては、過去の証言だけではいくら検証し直しても、尋問を否定するに値する情報を見出すことは不可能であり、仮にその証言に信憑性があると判断するのなら、中世ヨーロッパの魔女裁判において、サタンとの情交の嫌疑で火炙りにされた何千人もの女性の自白さえも認めざるを得なくなってしまうと述べている。

#### スペイン
1491年、すなわちユダヤ人のスペイン追放の前年、ラ・グアルディアにおいて多数のユダヤ人が、儀式において子供を惨殺した上、遺体から心臓を取り出したという嫌疑で告発された。しかし、子供が行方不明になったという報告はなく、死体が見つかったという記録さえも残されていない。にもかかわらず、告発されたユダヤ人たちは極刑に処された。現在では、殺されたという子供自体がそもそも実在していなかったと見られているが、この話を広めた者たちは、子供が犠牲になった瞬間に地震が起こり、太陽が暗闇に覆われたなど、あたかもこの事件がキリストの受難の再現であるかのごとく吹聴していたのである。また、遺体が見つからないことに関しては、天に召されたからだと言って納得させていた。一部の歴史家たちは、この事件が不測の事態から生じたのか、あるいはスペイン追放を控えた時勢を鑑みれば、土地を接収するために取られた計略の一環だったか、その真偽についての解明を進めている。ラ・グアルディア発祥のこの物語は後代に戯曲化され、スペイン文学史において数百年の間、歌い継がれた。

#### スロバキア
1494年、スロバキア西部のティルナウ（トルナバ）で発生した儀式殺人事件では、ユダヤ人はキリスト教徒の血を儀式や薬として使っていると告発された。

### 近現代
18世紀以降もポーランド、ロシア、ダマスカス、ハンガリー、ギリシャ、チェコなどでユダヤ人への血の中傷事件が起こったが、これは東欧ではユダヤ人による儀式殺人の中世の伝説が深く根をおろしていたためであった。

#### ポーランド
17世紀になるとポーランドにも血の中傷が波及し、西ヨーロッパと同様の現象が起きた。
18世紀から19世紀の初頭にかけて、ポーランドとロシアにおいて血の中傷が波状的に流行し、殺人事件をも含む様々な虐待行為が惹き起こされるようになった。ポズナン、ザスロウ、ジトーミル、ベリジュといったゲットーのある地域では特に酸鼻を極めた。
- 1736年、ポズナンにおける血の中傷で4人のユダヤ人指導者が虐殺された。
- 1747年、ザスロウで過酷な拷問の末に4人が命を落とした。
- 1753年、ジトーミルで12人のユダヤ人が生きたまま切り刻まれた後、火炙りにされた。
- 1823年、ベリジュにて多数のユダヤ人が牢獄に監禁され、その後数年間も拷問を受けた。
- 1944年-1946年のポーランドにおける反ユダヤ運動にて、1000-2000人のユダヤ人（記録されたケースは237件）が殺害され、特にキェルツェで行われた「キェルツェ・ポグロム」（en:Kielce pogrom）や「クラクフ・ポグロム」（en:Kraków pogrom）は血の中傷と云われている。
- 1946年、ポーランドのキエルツェにて、ユダヤ人が儀式のためにキリスト教徒の子供の血を利用しているという噂が広がり、ポグロムを惹き起こした。事の発端は、2日間の行方不明の末に発見された9歳の少年が、地元警察での事情聴取の際、ユダヤ人の議会施設に監禁されていたと供述したことにあった。彼はそこでユダヤ人がキリスト教徒の子供を殺害するのを目撃したという。そこで警察は、狂信的なユダヤ人が過越のパンに混ぜる血を採取する目的で殺害したと推理し、捜査のために当該の施設に向かった。すると、噂を聞いて激怒した地元民たちが暴徒と化して警察の後を追って来た。当時現場に居合わせた目撃者によれば、暴徒らはユダヤ人が所有する武器が押収されるのを見ると、家屋に向かって投石を始めたが、やがては警察官や軍人までもがその行為に加わり、ついにはポグロムへと発展してしまったという。この騒動によって約200名いたユダヤ人住民のうち、42名が命を落とし、80名もの負傷者が出たが、彼らは皆、ホロコーストの生き残りであった。また、暴徒からも2名の死者が出ている。ソビエト政府とポーランドの右派は、このポグロムにはユダヤ人と暴徒の双方に責任があるとして告訴した。暴徒から数名が法廷に立たされたが、警察官や軍人は含まれていなかった。それから60年を経た2006年の追悼式典にて、ポーランド政府はこの事件に関して公式に謝罪し、「キエルツェでの悲劇はユダヤ人だけでなく、ポーランド人に対しても耐え難い屈辱を与えた」と述べている。

#### ロシア
19世紀のロシアでは、儀式的殺人の廉で告発されたユダヤ人の裁判が複数回執り行われたが、1件の例を除いたすべての件で無罪が確定している。にもかかわらず、時の皇帝ニコライ1世は1817年における布告で、「ユダヤ人の中にはキリスト教徒の血を必要としている者が多数いる」と公式に述べた。特殊な例としては、1852年から翌年にかけて、サラトフで多数のユダヤ人が血の中傷によって告発され、2名のユダヤ人が15年もの間、牢獄で拷問を受けていたというケースもある。
ただし、1855年には血の中傷に関する調査委員会が設置されており、いずれもがデマでしかなかったことが立証されている。

#### イズミールとコンスタンティノープル
1872年から1874年にかけてのオスマン支配下のイズミールとコンスタンティノープルで広まった血の中傷は、当地のユダヤ人に様々な悲劇をもたらしたが、その多くはギリシア人によるものであった。

#### ダマスコ
1840年にダマスコで起きた血の中傷にまつわる事件は、世界中のユダヤ人社会に凄まじい衝撃を与えた。
この時期はムハンマド・アリーによるフランス傀儡政権がダマスコを統治しており、イギリスとオーストリアを後ろ盾にしていたオスマン帝国との交戦中でもあった。血の中傷の背景には、1840年2月5日にトマソという名前のイタリア人修道士と付き人のイスラム教徒が、ユダヤ人街の市場を訪れたのを最後に行方不明になるという事件があった。ダマスコのフランス領事ラティ・メントンは反ユダヤ主義者として知られていたが、彼はこの機会を逃さず、すぐさまユダヤ人が関与しているとして告発した。一方、フランスの首相アドルフ・ティエールは政府主催の代表者会議をダマスコで開催し、エドモンド・ジェームズ・ロスチャイルドとの話し合いの中で次のように述べている。
「もし中世のユダヤ人たちの儀式的殺人への関与が自明であるなら、今日のダマスコの薄汚いユダヤ人が彼らと同じことを行わない理由とは何なのか?」
すると、あるユダヤ人に疑惑の目が向けられたので、さっそく取調べが始まった。厳しい尋問によって自白せざるを得なくなった彼は、苦し紛れにユダヤ人共同体の7人の有力者の名前を挙げた。彼らはすぐさま逮捕され、尋問の挙句に数人が命を落とし、残された者たちは観念して自白した。この事件の首謀者とされたのはハイム・ファルヒという実業家で、ユダヤ人によるパレスチナ開拓や教育をはじめとした、公共施設に多額の献金を行っていた人物である。彼は様々な尋問を受けたものの、幸い嫌疑不十分で釈放された。同じく容疑者としてダマスコの著名なラビ、ヤアコブ・アンテビも拷問を受けたが、後に名誉を回復している。
この間、ユダヤ人街から豚のものと見られる骨が発見された。ところが当局によって修道士の骨として公表され、教会内で厳かに埋葬された。これを受けて、ユダヤ人が貯蔵していると噂される血のありかの捜査が始まったが、当局はユダヤ人からの自白を引き出すため、3歳から10歳までの彼らの子供たち60名を誘拐するなど手段を選ばなかった。
ダマスコでの事件は、噂となって世界中のユダヤ人の耳に届いていたものの、当初はわずかな援助しか差し伸べられなかった。ところがこの誘拐事件によって関心が高まり、子供たちの救出へ向けての各方面からの働きかけが増加した。これは多分に民族、及び宗教闘争の要素を孕んでいた。この過程においてモーシェ・ハイム・モンテフィオールの努力が実り、オスマン皇帝アブデュルメジト1世によって、帝国内の事件でないにもかかわらず、血の中傷の流布を厳禁する布告がイスラム教徒に出されたりもした。中でも目立った活動をしたのはドイツの詩人でパリ在住のユダヤ人キリスト教改宗者ハインリヒ・ハイネであった。彼は血の中傷への反論を声高に叫び、その迷信に内包された反ユダヤ主義者のコンセンサスを明らかにした。また、イギリス政府も罪なき被害者の救出活動に全力を注いだ。ダマスコでの血の中傷がユダヤ民族史上の一つのターニングポイントとなったことは間違いないであろう。この事件を通じて、中東のユダヤ人とヨーロッパのユダヤ人との間の溝が埋められたのである。
一方、ロスチャイルド家のメンバーはオーストリア領事の協力を得て、事件の詳細を文書にまとめ、それを新聞を通じて世界中に配布した。すると思惑通り、国際世論から激しい非難の声が上がった。そのため、アドルフ・クレミューを団長とするフランスのユダヤ人使節団がエジプトに赴き、事件の仲裁に乗り出すようムハンマド・アリーに働きかけた。こうして、2ヶ月にも及んだ監禁生活から子供たちが解放されたことにより、事件そのものの一応の決着を見た。また、この事件の責任を問われたダマスコの知事は処刑されている。
1986年、シリアの国防相ムスタファ・タラスは、公表した書籍の中でダマスコでの血の中傷に触れ、儀式用の血の採取を目的としたユダヤ人による修道士の殺害は実際にあったことだと述べている。イスラエルの劇作家アロン・ヒルはこの事件をモチーフにした小説"מות הנזיר"（修道士の死）を2004年に発表した。

#### ハンガリー王国
1882年、ハンガリーのティツァ・エズラという村で、キリスト教徒の少女エステル・ソリモシが行方不明になった。すると当地の反ユダヤ主義の議員たちの扇動によって血の中傷が焚き付けられ、すぐさま地域のユダヤ人が告発された。
法廷に立たされたユダヤ人は15人に上ったが、その中には屠殺人のシェロモー・シェヴァイツも含まれていた。このときは裁判所も教会も事件にあまり関心を示さなかったが、続いて公務員ヨセフ・シャープの2人の子供が誘拐され、教会の近くで監禁されるという事件が発生した。すると、この両事件によっていわば洗脳状態に陥った住民たちから、あたかもエステルの殺害現場を目撃したかのような証言が相次いだ。そのほとんどが、シナゴーグの中でシュヴァイツがエステルの喉を引き裂く様子をドアの鍵穴を通して見た、というものであった。マウリッツ・シャープという名のユダヤ人の若者は、傷口から滴り落ちる血をどのようにしてシュヴァイツが器の中に注ぎ込んでいたのかといった細部にまで言及している。また、犯人はシュヴァイツだけでなく、告発された残りの14人の他、自分の父親も事件に関与しており、彼らはエステルが暴れないよう押さえつけていたと証言した。さらには教会関係者の指示通り、地域のユダヤ人有力者の姿も現場で目撃したと供述した。シュヴァイツが抗弁の際、人間の首を切断した場合、傷口からは猛烈な勢いで血は噴出するので、一方の手で首を切断し、もう片方の手で血を受け止めるのは不可能であると主張したときは、これらの疑問に抵触しないよう証言し直している。
事件を担当した弁護士、兼作家のカーロイ・エトベスは現場検証のために複数の裁判官をシナゴーグへ派遣したが、現場からは若者の供述を裏付けるものは何も出てこなかった。それどころか、シナゴーグのドアには鍵穴さえもなかったのである。
この裁判は反ユダヤ主義者による暴動を惹き起こし、ついにはパラシュブルク（現ブラチスラバ）をはじめとした各都市でポグロムが発生するに至った。ハンガリー政府は戒厳令を敷くと共にユダヤ人居住区のある地域に軍隊を派遣した。首相ティサ・カールマーンは要職者に対して、公権力の立場にいる限りは決して無実のユダヤ人に危害を加えることを許してはならないと警告した。
後日、ティサ川からエステルの遺体が引き上げられたが、その遺体に暴力が加えられた痕跡がないのは明白であった。ところが、彼女の母親は教会からの圧力を受けて、その遺体が自分の娘であることを否定したのである。また、遺体を引き上げた漁師たちは当局によって拷問を受け、公判の際、その遺体がユダヤ人によって引き渡された別人のものであると証言した。それによると、ユダヤ人が地域の病院から密かに遺体を搬出し、行方不明時にエステルが着ていた衣服を着せてから漁師たちに引き渡したというのである。つまり、ユダヤ人の依頼に従ってその遺体を川に投げ捨て、数日後に自分たちで引き上げたという自作自演説を主張したのである。とはいえ、遺体が消失したという記録はどこの病院にも残されていなかった。
遺体はブダペストに搬送され、政府が派遣した病理学者の手で解剖されたが、調査の結果、エステルが死亡時に妊娠していたことが判明した。おそらく、愛人の子を妊娠したものの、その相手に逃げられてしまい、将来を悲観した挙句に入水自殺したものと見られている。エトベスの熱心な弁護により、告発されたユダヤ人全員の無実を訴える抗告がなされたが、ブダペスト高裁において棄却された。
エトベスはこの事件の詳細を記録し、全3巻の書籍にまとめて発表した。また、彼が下院議員でハンガリー民主党の党首だった時には、ユダヤ人の権利を守るために彼の承認の下、自発的に訴訟費が支払われている。その後、彼は政党から除籍され、議員資格も剥奪された。そして各方面からの迫害に耐えながら不遇な生涯を送った。しかし今日のハンガリーでは、彼は国民的な英雄として尊敬されている。
一方、偽証したマウリッツ・シャープは事件後にオランダに移住したが、そこでユダヤ教の信仰を取り戻し、事件に関する自伝的書物を発表した。アルノルト・ツヴァイクは1918年、戯曲"Ritualmord in Ungarn"（ハンガリーの人柱）を補完するため、マウリッツの自伝を基にして小説「サマエルの使命」を執筆している。

#### チェコ
プラハのラビ(ユダヤ教指導者)イェフダ・レーヴ・ベン・ベザレルによるユダヤ教のゴーレム伝承の創生にあたって血の中傷が原動力となった。
1899年、チェコのポルナーにて、19歳の少女アネズカ・フルゾワが殺害された。この事件は過越祭の期間中に起きたため、すぐさまユダヤ人の知的障害児レオポルド・ヒルズナーが告訴された。しかし彼を犯人と断定する証拠にはいくつもの問題があった。ヒルズナーの裁判には政治的、かつ反ユダヤ的な思惑が絡んでいることは明らかであった。そのため、トマーシュ・マサリクがヒルズナーを救うべく仲裁に乗り出したが、力添えにはなれなかった。ヒルズナーには死刑が宣告されたものの、彼の支援者が皇帝フランツ・ヨーゼフ1世に圧力をかけたため、終身刑に減刑された。その17年後の1918年、皇帝カール1世によって恩赦が出されている。

#### ギリシア・ケルキラ島
19世紀末、ギリシアのケルキラ島にはおよそ5000人のユダヤ人が定住していた。彼らの共同体はイタリア出身者とギリシア本土出身者に分かれていたが、共に経済的に成功しており、キリスト教徒とも表面上は友好的な関係を築いていた。ところが1891年、ユダヤ人の家の中庭にあった袋の中から首を切断された少女の遺体が発見されたことにより、潜在的に秘められていた反ユダヤ感情が爆発した。殺された少女はユダヤ人の仕立て屋の娘であった。しかしキリスト教徒は、その遺体が仕立て屋に養子に出されていたキリスト教徒の娘のものだと主張して譲らなかった。このため、腹に据えかねた多くの住民がユダヤ人を裁くために大通りに集まる騒ぎに発展した。そこで、ラビの訴えもあって地元の司教が仲裁に当たったところ、かろうじてポグロムの発生を食い止めることができた。ただし、この事件によってユダヤ人の多くが同島での生活を諦めざるを得ず、富裕層を中心におよそ3000人がイタリアのトリエステやエジプトのアレクサンドリアといった他国のユダヤ人居住区に移住した。

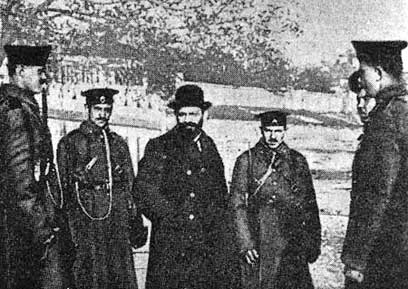
官憲に連行されるベイリース

#### ウクライナ
1911年、ウクライナのキーウにて、13歳の神学校生を殺害した嫌疑でメナヘム・メンデル・ベイリースが告訴された（ベイリース裁判）。この裁判は帝政ロシアの末期という時勢もあって、リベラル派と保守派との政争にも利用された。ベイリーズの支援には大勢の学生が参加し、彼に有利な世論を形成した。裁判が続けられた2年間、彼は拘置所での生活を余儀なくされたが、最終的には陪審員による無罪判決を勝ち取っている。

#### ナチス・ドイツ
ヨーロッパにおける血の中傷を再燃させたのは、ナチス・ドイツであった。それはアドルフ・ヒトラーの著書『我が闘争』の記述において如実に見て取れる。第三帝国期には実際に血の中傷絡みの訴訟が起こされている。

#### アラブ世界
20世紀になると血の中傷はアラブ世界にまで浸透したが、その背景には中東戦争があった。例えばエジプトではユダヤ人の人身御供の習慣に関する書物が多数出回っていた。また、第2次インティファーダの期間、同国のテレビでは、パレスティナ問題に絡んで血の中傷を煽り立てる番組が盛んに放送されており、中にはアリエル・シャロンがアラブ人の子供の血を飲んだと訴える番組もあった。堪りかねたムバラク大統領は急進的なテレビ番組を非難する声明を発表したが、彼はその声明において「すべてのユダヤ人がそのようなことを行っているのではない」という旨の発言を行っている。これはすなわち、一部のユダヤ人は血を飲んでいると公式に述べたも同然であった。
またエジプトと同様、第二次レバノン紛争時にはヒズボラも独自のテレビ網を通じて、血の中傷を視聴者に吹き込んでいた。

#### 日本
アメリカの反ユダヤ主義者en:James Wickstromによる、ユダヤ人の手によりマクドナルドに人肉が混入されているという血の中傷が、日本語に翻訳されて電子掲示板やTwitterなどのソーシャル・ネットワーキング・サービスを通じて流布されている。

## その他の代表的な中傷

### ホスチアの中傷
ユダヤ人は血の中傷だけでなく、それ以外の様々な中傷にも耐えてきたが、その一つに、ユダヤ人がキリスト教のミサで用いられるホスチア（薄焼きのパン）を冒涜するというものがある。ホスチアはキリスト教徒によってイエスの体（聖体）の象徴と見なされており、敬虔なキリスト教徒は、ホスチアを刺すとそこから血が滴り出るという話を信じている。
1290年、パリに住むユダヤ人夫妻に関する中傷が広まった。それによると、この夫妻がとある教会の秘密の部屋で、床が血で溢れかえるまでホスチアを刺していたというのである。異端審問にかけられた2人は火刑に処せられている。同様の事件は1556年にポーランドのソハシェブでも起きており、3人のユダヤ人に死刑が宣告されている。
1298年の夏、ドイツでもホスチアにまつわる中傷から惨劇が起きている。フランケン地方のレッティゲン（Röttingen）という町のあるユダヤ人の家屋から赤子の泣き声が聞こえたが、これがホスチアの呻き声として噂されたのである。すると「リントフライシュ王」König Rintfleisch（※ドイツ語で「牛肉」を意味するRindfleischとは異なる）と名乗る騎士（屠殺人という説もある）は、“天から、聖体に対する冒涜の容疑でユダヤ人を絶滅させる使命を受けた” と宣言した。彼の指揮の下に煽動された群衆が暴徒と化し、4月20日レッティゲン在住のユダヤ人56名を惨殺した。群集はその勢いのまま各地を巡行し、フランケン地方の2大中心都市ヴュルツブルク（7月24日）、ニュルンベルク（8月1日）ほか、バイエルン地方、シュヴァーベン地方などで146もの町を破壊した。今日では、この一連の暴動によって、およそ2万人ものユダヤ人が虐殺されたと見積もられている。（de:Rintfleisch-Pogrom）

### ペストにまつわる中傷
1347年から1350年にかけてヨーロッパで猛威を振るったペストは、全人口の3分の1から半数にあたる約2500万人の命を奪ったとされている。この間の1348年から1350年にかけて、井戸に毒を投げ込むユダヤ人についての噂が広まり、血の中傷やホスチアの中傷をも上回る惨劇が起きている。
ユダヤ人は律法の規定もあって、日常的に衛生面や食料には注意を払っていた。それゆえ、ペストによって深刻な被害を受けることがなかったのであるが、キリスト教社会ではまだ衛生面とペストの因果関係が認識されていなかったため、両者の被害の差が歴然となっていた。すると、ヨーロッパの各地で、ユダヤ人が世界からキリスト教徒を抹殺するため井戸に毒を投げ込んでいるという噂が立ち、それに殺気立った群集がユダヤ人の集落を襲撃するようになった。放火や略奪を伴った暴動はフランスやスペインの沿岸地域からスイス、ドイツといった内陸地へと波及し、およそ300のユダヤ人の町が破滅に追いやられた。

### シオン賢者の議定書
近現代において生み出された反ユダヤ的な中傷のなかでも有名なのが『シオン賢者の議定書』である。同書は20世紀の初頭、実際に開催された秘密会議の議事録という触れ込みで出回った偽書で、ユダヤ人が世界支配を目論んだ国際的な秘密結社の運営を担っているという内容である。おそらくロシア人の反ユダヤ主義者によってでっち上げたものと見られ、既存のフランス語の著作物にユダヤ人を誹謗する記述が織り交ぜられている。著作者らはさらに、同書をスイスのバーゼルで行われた第1回シオニスト会議に結び付けるため、テオドール・ヘルツルやアハド・ハアムの名前を持ち出している。
『シオン賢者の議定書』が徹頭徹尾でたらめであることはシオニズムに否定的だった者にも十分理解されていた。また、世界支配のための秘密会議などかつて一度も開かれなかったことや、ユダヤ人が「シオン賢者」（原文では「シオンの長老」）なる者を指導者に立てていないことも調べればすぐにわかることであった。にもかかわらず、反ユダヤ主義者は同書をプロパガンダの強力な武器として利用し、数十ヶ国語に翻訳して世界中にばら撒いたのである。
ユダヤ人は当初、反証の余地が十分にあったことから『シオン賢者の議定書』の存在を重要視せず、自ずから欺瞞を露呈するだろうと考えていた。ところが、同書が世界的に流通されて多くの読者を獲得し、あまつさえナチスのプロパガンダに流用されているのを見るに及んで、公開裁判の場において真実を明らかにする手に打って出た。その裁判は1934年、スイスのベルンで開催され、第1回世界シオニスト会議の参加者や世界シオニスト機構の議長ハイム・ヴァイツマンなど専門家に対する質疑を経た後、同書が単なる剽窃物で稚拙な贋作に過ぎないと判断されて結審したのである。

## 血の中傷の真相
歴史家たちは、中世において血の中傷が拡散するに至ったいくつかの要因を挙げているが、その中でも興味深い、対極的な2つの説を紹介する。

### 養育問題
マグダレーナ・シュルツは、中世の貧困層では児童の待遇が劣悪だった点、特にユダヤ人の家庭での親子関係とキリスト教徒の家庭でのそれは雲泥の差があったと指摘している。また、ユダヤ人の社会では婚姻外交渉によって生まれた子供が殺害されるケースはなかったとしている。シュルツによると、血の中傷とは育児放棄、あるいは児童虐待による子供の死についての弁明であり、家族が負った罪悪感が発露されたものだとしている。この説明に最も該当する例はプルダーにおける粉引きの子供5人が殺された事件で、そのとき起きた血の中傷は、子供たちを家庭内で放置して死なせたことによる良心の呵責から両親を解放したであろうと述べている。

### 殉教
十字軍の時代、多くのユダヤ人がキリスト教への改宗を迫られたが、アシュケナジムの社会では改宗を拒み、子供を殺した上で自殺するユダヤ人が大勢いたという。その理由はキリスト教徒になることに対する抵抗感だけでなく、キリスト教徒によって殺されることに対する屈辱感にもあった。
ヘブライ大学教授イスラエル・ヤアコブ・ユバルは、当時のキリスト教社会ではアシュケナジムによる殉教はよく知られていたため、ユダヤ人は簡単に子供を殺すという先入観を招き、ひいては血の中傷に信憑性を持たせてしまったと主張している。つまり、自分の子供を殺せるのなら、他人の子供など容易に殺せるだろうと思われてしまったのである。過酷な情勢の中でユダヤ人が自らの手で血の中傷を完成させたとするユバルの説は、イスラエルでは厳しい非難に遭い、中世史の研究者によるアカデミーにおいては記憶に残る論争を巻き起こした。詩人で文献学者のエズラ・フライシャーはユバルの見解について、「語られていないことこそ語られるべきであった。語られてしまったことは書かれないべきであった。書かれていないことこそ書かれるべきであった。書かれてしまったことは忘れられるべきである」と評している。その他の研究者にとってもユバルの説は、十字軍の後にも長期間、血の中傷が発生していたという現実を踏まえれば、その正当性に疑義を挟まざるを得ない代物でしかなかった。だがユバルにとっては、その後の血の中傷の実在性こそ、殉教に象徴される堅固な文化をアシュケナジムのユダヤ人が育んでいたことの証左になるとしている。

## アメリカ・ツーソン銃撃事件
2011年1月8日にアメリカ合衆国アリゾナ州ツーソンで起きたユダヤ教徒のガブリエル・ギフォーズ下院議員らに対する銃撃事件（ツーソン銃撃事件）に関連して、2008年の米大統領選挙で元副大統領候補であった共和党のサラ・ペイリン前アラスカ州知事が2010年の下院議員中間選挙の際に「再装弾（リロード）せよ!」とツイッターで発言したり、選挙戦対抗馬を表すターゲットマップとしてギフォーズを含む民主党候補をライフルの的でFacebookに表現していたことがこの事件に繋がったのではないかとして非難された。これに対してペイリンが、ビデオメッセージで自分に対する非難を「血の中傷」という表現を使って反論したことで、ユダヤ人団体の反発を買うなど、さらなる物議を醸した。